# 西莉亞·布里哈納
西莉亞·布里哈納（1995年1月22日—）是一名阿爾及利亞排球運動員，曾代表國家參加2012年倫敦奧運的女子排球比賽，並未獲得獎牌。